# Dean Barkley
Dean M. Barkley, född 31 augusti 1950 i Annandale, Minnesota, är en amerikansk politiker. Han representerade delstaten Minnesota i USA:s senat 2002-2003. Barkley är medlem av Independence Party of Minnesota som i januari 2008 gick med i Independence Party of America. Partiet hette tidigare Reform Party of Minnesota och var med i Reform Party. Barkley har varit kampanjchef för Jesse Ventura 1998 i Minnesota och för Kinky Friedman 2006 i Texas.
Reform Party of Minnesota grundades 1992 av Ross Perots anhängare i Minnesota. Barkley ställde upp redan det året som kandidat till USA:s representanthus. Han kom på tredje plats med 16 % av rösterna, medan republikanen Rod Grams vann med 44 % och sittande kongressledamoten, demokraten Gerry Sikorski fick 33 %.
Barkley kandiderade på nytt 1994, denna gången till senaten. Grams vann även det valet, medan Barkley fick nöja sig med en tredjeplats och 5 % av rösterna. 1996 utmanade han sittande senatorn Paul Wellstone och var igen trea, nu med 7 % av rösterna. Två år senare ledde han Jesse Venturas framgångsrika kampanj i guvernörsvalet. Tack vare partikamraten Venturas seger i guvernörsvalet fick Barkley senare sitta i senaten en kort tid när Wellstone 2002 avled i en flygkrasch. Barkley efterträddes 3 januari 2003 av Norm Coleman.